# Шквал (фильм, 1958)
«Шквал» — советский фильм 1958 года снятый на Алма-Атинской киностудии режиссёрами Владимиром Файнбергом и Хуатом Абусеитовым.

## Сюжет
Будничная и рутинная работа по выполнению плана сейнера «Шквал» — одного из судов рыбокомбината на Каспийском море, где капитан Ермак, а его жена Панна штурманом, прерывается направлением сюда для проведения исследования ихтиолога Тони Тихоновой в сопровождении инженера рыбокомбината Рязанова. Тоня влюбляется в Рязанова, к которому неравнодушна и Панна — она любит своего мужа, но её привлекает горячее романтичное отношение к делу Рязанова, чего она на видит в своём суровом и немногословном муже, обычном трудяге. По совету Панны исследователи обращаются за советом к Аликбеку — капитану сейнера «Тонкорус», который всегда с хорошим уловом, и тот советует им идти в Крутую губу, против чего выступает Ермак, зная коварство этого места. Во время проведения исследований у сейнера выходит из строя двигатель, ожидая надвигающегося шторма Ермак приказывает команде перейти на подошедший сейнер «Тонкорус», а сам остаётся на «Шквале»…

## В ролях
- Николай Ангаров — Ермак, капитан рыболовецкого сейнера
- Мария Кремнёва — Панна, его жена, штурман сейнера
- Юрий Прокопович — Вадим Петрович Рязанов, главный инженер рыбокомбината
- Галина Граве-Самохина — Тоня Тихонова, ихтиолог
- Капан Бадыров — Алибек, капитан сейнера «Тонкорус»
- Хадиша Букеева — Рабига
- Нурмухан Жантурин — Дарыбаев
- Павел Кайров — Поздняков
- Наташа Мирошниченко — Томка, дочь Ермака
- Мария Брандт — мать Панны
- Сабира Майканова — рыбачка
- Нонна Мордюкова — эпизод
- Заги Курманбаева — эпизод